# Predmestje (glasbena skupina)
Predmestje je bila slovenska jazz fusion skupina, ki je delovala med letoma 1975 in 1984. Skupina je bila pomemben dejavnik jazz fusiona v takratni Jugoslaviji in je tako s svojim stilom vplivala na takratno jugoslovansko glasbeno sceno. Skupina je v svojem času na Slovenskem veljala za eno bolj virtuoznih, kvalitetnih in resnih. Na albumih so izdajali zahtevnejšo in pretežno instrumentalno glasbo, za radijsko produkcijo pa so snemali enostavnejše melodije.

## Zgodovina

### 1975−1978: Začetki,Brez naslovainDanes včeraj in...
Začetki skupine segajo v leto 1975, ko je bobnar Janez Hvale po telefonu poklical klaviaturista Andreja Pompeta, s katerim sta včasih igrala skupaj v neki skupini. Hvale je Pompeta povabil v novo skupino, v kateri bi igrali še kitarist Peter Gruden, Pompeta pa je še povprašal po stiku z basistom Gabrijelom Lahom. Skupina je sprva vadila po sobah, kasneje pa se je preselila v klet hiše na kolodvorski ulici, ki je stala nasproti Kino Dvora. S štirimi demo posnetki so se kmalu odpravili na Radio Ljubljana, kjer jim je Mojmir Sepe omogočil snemanje. Producent je bil Andrej Arnol, skupina pa je posnela skladbe »Balada«, »Ona«, »Nihče ne ve« in »Ritem življenja«, ki je postala prvi hit skupine. Do snemanja debitantskega albuma, je skupina posnela še nekaj skladb, najuspešnejši med njimi pa sta bili »Divja reka« in »Čarovnik«. Skupina se je zatem pričela usmerjati v instrumentalne skladbe, zaradi vse večje popularnosti, pa so jih povabili v oddajo na TV Ljubljana. V oddaji je skupino opazil tonski mojster in lastnik Studia Akademik, Miro Bevc in jih povabil na snemanje v njegov studio, kar se je zgodilo septembra 1976: »Ko smo mi ta koncert odigrali, je on priletel do nas in rekel: 'Fantje, to je fenomenalno. Jaz vam bom dal studio in bom našel založnika'. No in takrat je prepričal Borisa Kovačiča, ki je bil takrat šef PGP RTB v Ljubljani, da smo potem šli in pri njem posneli to ploščo Brez naslova«. Skupini se je septembra 1976 v studiu pridružil saksofonist Aleksander Malahovsky in skupaj so v 22 urah posneli debitantski album Brez naslova. Producent albuma je bil Dečo Žgur, album pa je izdala beograjska založba PGP RTB. Leta 1977 se je skupina udeležila Festivala Omladina v Subotici, istega leta pa se je v Celju udeležila festivala Slovenska popevka, kjer je s skladbo »Mala nočna kronika« nastopila na večeru rock glasbe in osvojila nagrado za najboljšo pesem. Sledila je turneja po Sloveniji, na kateri sta nastopali še skupini YU grupa in Parni valjak. V začetku leta 1978 se je skupina odpravila v studio v Novi Sad, kjer je posnela drugi album Danes, včeraj in.... Pred snemanjem je prišlo do nekaj menjav v zasedbi: Janeza Hvaleta je na bobnih zamenjal Tone Dimnik-Čoč, Aleksandra Malahovskega na saksofonu Lado Jakša, kot gost pa je pri snemanju sodeloval tolkalist Uroš Šećerov. Producent albuma je bil Jovan Adamov, izdala pa ga je prav tako založba PGP RTB. Andrej Pompe je konec leta 1977 dobil poziv za služenje vojaškega roka v Ajdovščini, zaradi snemanja pa je zamudil 14 dni in sledilo je leto premora.

»Jaz pravim, da vsako obdobje prinese svoj način, svoje oblike, svoj izraz. /.../ Seveda bi danes bile [skladbe] drugačne, zvenele bi drugače, normalno, ker človek danes tudi gleda po vseh teh letih, koliko je že dal skozi, koliko se je o glasbi naučil, kako so se spremenile zadeve v svetu, bi seveda naredil marsikaj drugače, ampak ne bi šel pa nikdar spreminjat tistega, kar sem naredil pa takrat, zato ker tisto takrat je bilo pa takšno kot je in je bilo najboljše v tistem trenutku.«

Andrej Pompe na vprašanje kaj bi danes morda naredil drugače, če bi lahko ponovno posnel vse te skladbe

### 1979−1984: Pompetov prihod iz vojske,HazardinKamasutra
Po vrnitvi iz vojske je Pompe sestavil tretjo zasedbo Predmestja, ki so jo poleg njega sestavljali člani nekdanje skupine Izvir: kitarist Slavko Lebar, bas kitarist Marjan Lebar, bobnar Andrej Petković ter pevec in tolkalist Marko Bitenc. Skupina je pričela s pripravljenjem materiala za snemanje novega albuma, leta 1980 pa so začeli sodelovati s pevko Neco Falk. Skupaj z njo so istega leta nastopili na Slovenski popevki in izvedli skladbo »Storila bom to«, za katero je glasbo in priredbo prispeval Pompe, besedilo pa je napisal Daniel Levski. Skladba je osvojila 1. nagrado občinstva. Pompe je z Neco Falk na Popevki sicer sodeloval že leto prej, ko je ta zapela pesem »Ljubimec moj«, ki je osvojila 3. nagrado občinstva in mednarodne žirije ter bronasto plaketo revije Stop. Istega leta je skupina izdala 3. album Hazard. Album so istega leta posneli v studiu Akademik, producenta albuma pa sta bila Čarli Novak in Braco Doblekar. Pompe je pri snemanju prvič uporabil sintetizator ARP Odyssey, kot gost pa je na albumu sodeloval saksofonist Jernej Podboj, nekdanji član Mladih levov. Leta 1981 je skupina zopet sodelovala z Neco Falk in kot spremljevalna zasedba posnela njen singl »Neću / Formula jedan«. Istega leta so se ponovno udeležili Slovenske popevke, kjer so spremljali Marka Bitenca in z njim izvedli skladbo »Kdo si ti«, udeležili pa so se tudi Opatijskega festivala. Naslednje leto se je skupina še četrtič odpravila v studio. Rezultat snemanj je bil četrti album skupine Kamasutra, pri katerem so opazni vplivi ska in pop glasbe, album pa vsebuje tudi več vokalnih skladb kot njegovi predhodniki. Producent albuma je bil Braco Doblekar, kot gost pa je pri snemanju sodeloval pozavnist Boris Šinigoj, nekdanji član Mladih levov. Zaradi spornih prizorov se je ovitek albuma večkrat zamenjal, zato je album izšel z zamudo. Med tem časom je poziv za vojsko dobil bobnar Petković, nadomestil pa ga je Jani Tutta. Skupina je delovala do leta 1984, ko je prenehala z delovanjem.
2. februarja 2010 je Dragan Bulič organiziral koncert »Še pomnite prijatelji«, na katerem je nastopila tudi skupina Predmestje. Izvedli so skladbi »Ritem življenja« in »Oaza«.

## Člani skupine
- Andrej Pompe − klaviature, vokal (1975–1984)
- Peter Gruden − kitara, vokal (1975–1979)
- Janez Hvale − bobni (1975–1977)
- Gabrijel Lah − bas kitara (1975–1979)
- Aleksander Malahovsky − tenorski saksofon, sopranski saksofon (1976–1977)
- Tone Dimnik − bobni (1977–1979)
- Lado Jakša − altovski saksofon (1977–1979)
- Slavko Lebar − kitara (1979–1984)
- Marko Bitenc − vokal, tolkala (1979–1984)
- Marjan Lebar − bas kitara (1979–1984)
- Andrej Petković − bobni, timpani, timbales (1979–1982)
- Jani Tutta − bobni (1982–1984)

Gostje
- Uroš Šećerov − tolkala (1977–1979)
- Jernej Podboj − tenorski saksofon, sopranski saksofon (1979–1984)
- Boris Šinigoj − pozavna (1982–1984)

## Diskografija
- Brez naslova (1977)
- Danes, včeraj in... (1978)
- Hazard (1980)
- Kamasutra (1982)